# 爱德蒙·克拉克
小爱德蒙·梅爾森·克拉克（英語：Edmund Melson Clarke, Jr.，1945年7月27日—2020年12月22日），美国计算机科学家。2007年，他与艾伦·爱默生和约瑟夫·斯发基斯一起因在模型檢查取得的杰出贡献而获得图灵奖。
美国匹兹堡当地时间2020年12月22日下午（北京时间12月23日上午）因感染2019冠状病毒去世。

## 参照
1. ↑  . University of Texas. 2008-02-04  [2013-12-22]. （原始内容存档于2008-05-09）.
2. ↑  My father, Edmund M Clarke, passed away from Covid today. （页面存档备份，存于） James S. Clarke, 7:51PM, Dec 22, 2020